# Terremoto de Panamá de 1934
El terremoto de Panamá de 1934 fue un fuerte sismo ocurrido el 18 de julio de 1934 a las 1:36 UTC (19:36 hora local del 17 de julio), con epicentro en el golfo de Chiriquí a 8,12º N y 82,6º O, con una intensidad entre 7,4 y 7,6 MW y a una profundidad de 26 km. Es el sismo más violento registrado que azotó a la provincia de Chiriquí.
Fue un sismo con fallamiento transcurrente dextral con una componente normal, ocurrido en la zona de fractura de Panamá. Tras el sismo principal se registraron cuatro réplicas superiores a los 6,0 MW el mismo día y uno más el 21 de julio.
El sismo generó daños significativos en Puerto Armuelles, donde el muelle quedó inutilizado. Se generó un tsunami local, registrado en Bahía Honda, con una altura de 0,6 m y con duración del tren de la onda de cinco horas y dieciocho minutos. El tsunami dejó daños moderados a lo largo del golfo de Chiriquí. Se registraron heridos en las ciudades de Puerto Armuelles, David y la zona sur de Costa Rica. Los daños materiales fueron estimados en 1,7 millones de balboas.
La réplica del 21 de julio (magnitud 6,7) generó grietas de varios centímetros de ancho en el pueblo de Progreso y se extendieron por la frontera entre Costa Rica y Panamá.